# ナイショの・きぃワード
「Z/X -Zillions of enemy X- NF DramaCD (14)「ナイショの・きぃワード」」は、ブロッコリー発売のトレーディングカードゲーム、Z/X（ゼクス）14枚目のドラマCD。2018年11月25日に発売された。

## ストーリー
剣淵相馬やフィーユと触れ合い “人間は悪い物の怪ではない” と知った百目鬼きさら（CV. 日高里菜）は、ふたりにそっと別れを告げ、夜闇へ消えた。
風邪による高熱でふらつきながらもヴェスパローゼ（CV. 大西沙織）の元へ戻った百目鬼きさらは勇気を振り絞り、彼女の教えに異論を唱える。
関係の変化を予期したヴェスパローゼは、きさらに対する新たな “飴” として「学校体験」させることを思い付く。
ヴェスパローゼ先生と小学1年生の百目鬼きさらの学校体験！　物陰で様子を伺うのは、百目鬼きさらを心配するフィーユ（CV. 小澤亜李）とクシュル（CV. 今井麻美）。
そこにルクスリア（CV. 斎藤千和）とピュアティも加わって……？　登場人物たちの、いつもと違う姿が見られる作品。

## 収録内容
1. ドラマパート『しょうがくせいでびゅー』 [23:03] 
出演 :百目鬼きさら（CV. 日高里菜）
ヴェスパローゼ（CV. 大西沙織）
フィーユ（CV. 小澤亜李）
ルクスリア／ピュアティ（CV. 斎藤千和）
緑の竜の巫女クシュル（CV. 今井麻美）
2. 新しいふたりの絆 新しいふたりの形 [4:15] 
歌 : 百目鬼きさら（CV. 日高里菜）、ヴェスパローゼ（CV. 大西沙織）
作詞 / 作曲 / 編曲 : 真鍋ひでたか、吹野クワガタ、中沢昭宏
3. ドラマパート『ほけんたいいくのじかん』 [18:41]

## 封入特典
ゼクス「きぃとヴェスパローゼまみ」 ２枚